# 우계문화재단
우계문화재단은 우계 성혼(牛溪 成渾) 선생의 도학정신과 성리 사상을 국내외로 널리 연구보급하여 동양사상 및 민족문화발전에 기여하기 위하여 1987년 7월 11일 설립된 문화체육관광부 소관의 재단법인이다. 사무실은 경기도 파주시 파주읍 향양리 365-11에 있다.

## 주요 사업
- 우계의 성리․교학․경세사상을국내외에 연구소개․보급
- 논문집 간행, 세미나 개최 및 한국학 원류로서의 전통문화 발전에 기여
- 사우(祠宇)와 묘역 관리
- 문화전승보유를 위한 연구비 및 장학금을 지급하는 일
- 문집의 번역, 간행

## 참고 자료
- 문화체육관광부 - 비영리법인현황